# Diamonds (The Boxer Rebellion)
Diamonds is een single van de Britse band The Boxer Rebellion. Het nummer is de eerste single van hun vierde studioalbum Promises en is uitgegeven door Absentee Recordings in 2013. Het nummer werd een bescheiden hitje in Nederland, maar werd bij de 3voor12 Song van het Jaarverkiezing in 2013 op de tweede plaats gezet. In 2014 verscheen het nummer voor het eerst in de Top 2000 van de Nederlandse zender NPO Radio 2.

## Hitlijsten
| Diamonds in de Nederlandse Top 40 - binnen: 24 augustus 2013 | Diamonds in de Nederlandse Top 40 - binnen: 24 augustus 2013 | Diamonds in de Nederlandse Top 40 - binnen: 24 augustus 2013 | Diamonds in de Nederlandse Top 40 - binnen: 24 augustus 2013 | Diamonds in de Nederlandse Top 40 - binnen: 24 augustus 2013 |
| Week                                                         | 1                                                            | 2                                                            | 3                                                            | 4                                                            |
| ------------------------------------------------------------ | ------------------------------------------------------------ | ------------------------------------------------------------ | ------------------------------------------------------------ | ------------------------------------------------------------ |
| Nummer                                                       | 32                                                           | 30                                                           | 37                                                           | uit                                                          |

### NPO Radio 2 Top 2000
| Nummer met noteringen in de NPO Radio 2 Top 2000 | '14 | '15 | '16 | '17 | '18 | '19 | '20 | '21 | '22 | '23 | '24 |
| ------------------------------------------------ | --- | --- | --- | --- | --- | --- | --- | --- | --- | --- | --- |
| Diamonds                                         | 871 | 662 | 480 | 486 | 576 | 510 | 522 | 474 | 415 | 484 | 446 |

1. ↑  Een vetgedrukt getal geeft de hoogste notering aan.
2. ↑  2014 was het eerste jaar met een notering voor dit nummer.